# Jean-Pierre Travot
Pour les articles homonymes, voir Travot.
Jean-Pierre Travot, né le 7 janvier 1767 à Poligny dans le Jura et mort le 6 janvier 1836 à Montmartre dans la Seine, est un général français de la Révolution et de l’Empire.

## Biographie
Jean-Pierre Travot est le fils de Philibert et de Catherine Guodefin. Baptisé le lendemain de sa naissance, son parrain est Pierre Denis Jalier et sa marraine Jeanne Marie Mathieu.

## Carrière militaire
Il entre en service le 17 octobre 1786 comme fusilier au régiment d'Enghien. Il devient caporal le 1er mai 1788 et obtient son congé le 11 mai 1789. Il reprend du service le 6 octobre 1791 comme lieutenant-colonel en second au 2e bataillon de volontaires du Jura et il est nommé lieutenant-colonel en premier le 1er mai 1793. Il combat sur la frontière du Rhin dans l'armée du Rhin puis au siège de Mayence du 10 avril au 23 juillet 1793.
Il se distingue lors de la guerre de Vendée où il sert sous le commandement du général Hoche et est blessé à la bataille de Cholet le 17 octobre 1793. Il est promu adjudant-général chef de brigade le 9 mars 1794. Après la défaite du général vendéen Charette, une série de colonnes est mise en place pour quadriller le territoire et il reçoit le commandement de l'une d'elles. Il est promu général de brigade le 13 mars 1796. Son principal fait d'armes est à La Chabotterie, le 23 mars 1796, la capture de Charette qui est sans tarder condamné à mort et fusillé le 29 mars 1796 à Nantes.
Il reste en Vendée jusqu'en 1802. Il est apprécié par les autorités locales qui regrettent son départ. Le conseil municipal des Sables-d'Olonne va même jusqu'à protester "contre son déplacement" auprès du ministre de la guerre. Il est promu général de division le 1er février 1805. Il revient en 1807. On lui confie alors le commandement des troupes nouvellement installées à La Roche-sur-Yon (renommée  Napoléon) toute nouvelle préfecture du département.

## Missions dans la péninsule ibérique
Vers la fin de l'année 1807, à la tête de la 3e division du corps d'observation de la Gironde, il part sous le commandement de Junot participer à l'invasion du Portugal. Après cette expédition, il exerce divers commandements territoriaux en France. Il retourne dans la péninsule Ibérique en 1812 à la tête de la 2e division de l'armée des Pyrénées. En 1814, pendant la retraite de l'armée française d'Espagne, il prend part à la bataille de Toulouse le 10 avril. Celle-ci oppose les troupes du maréchal Soult à celles des anglo-espagnols du duc de Wellington. À l'issue de ce combat, les Français doivent se retirer malgré une forte résistance.

## Retour en Vendée

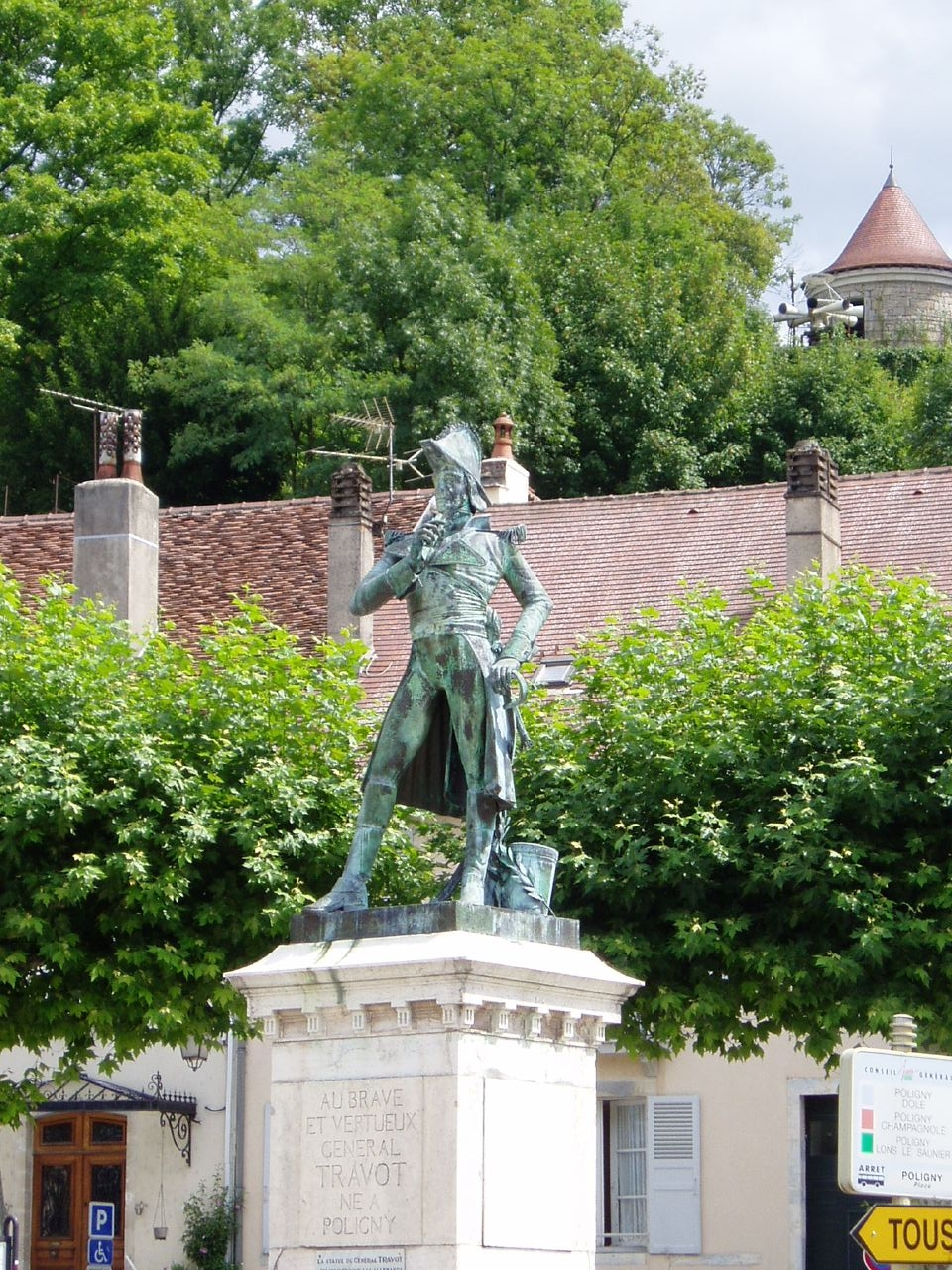
Statue du général Travot à Poligny.

À la chute de l'Empire, le général Travot, bien que républicain, reste dans l'armée mais fidèle à ses engagements, il se rallie à Napoléon dès son retour en France. Aussitôt l'empereur l'envoie en Vendée mater une tentative de soulèvement. Le 16 mai 1815 les Anglais débarquent des armes à Saint-Gilles-sur-Vie. Dans les jours qui suivent, à la suite d'une série d'affrontements, le général Travot parvient à en confisquer la plus grande partie mais c'est surtout sa victoire à Rocheservière le 21 juin 1815 qui gêne considérablement l'organisation de la révolte royaliste.

## Procès inéquitable

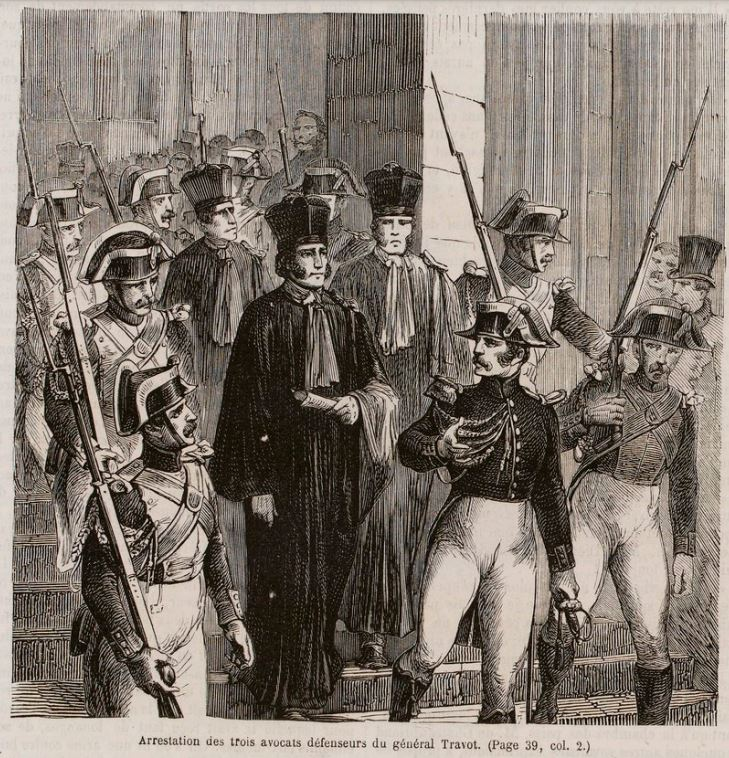
Arrestation des trois avocats défenseurs du général Jean-Pierre-Travot, en 1816, estampe publiée dans Histoire populaire contemporaine de la France, publication de Charles Lahure en 1864.

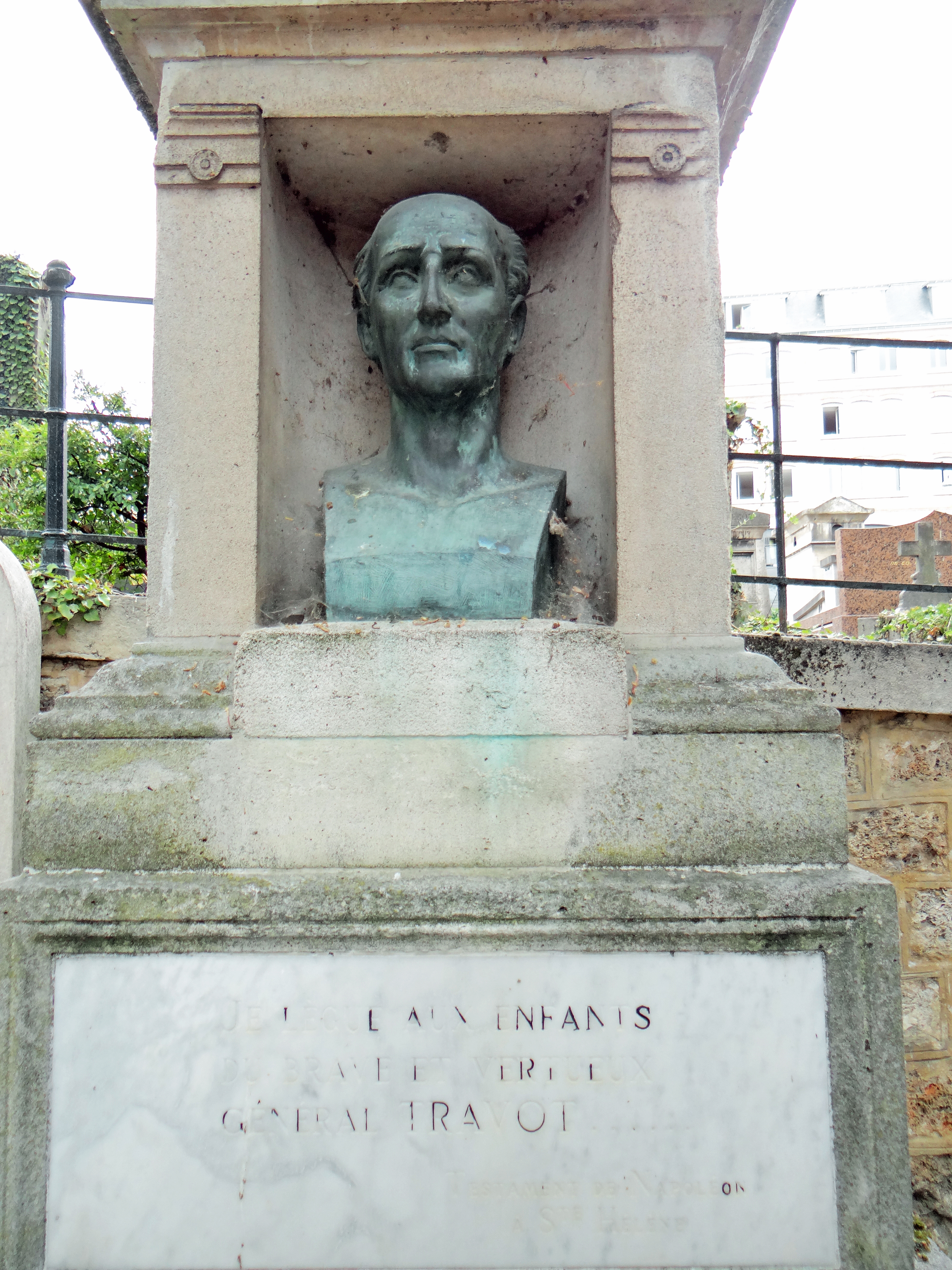
Tombe du général Travot au cimetière de Montmartre.

Jean-Pierre Travot se plaît en Vendée. Il y achète même un domaine en 1815 dans les Mauges mais il est poursuivi lors de la réaction royaliste de 1816. Il est arrêté le 14 janvier 1816. Il passe devant un conseil de guerre, présidé par l'un de ses adversaires, Simon Canuel. Ce dernier, après avoir combattu avec les républicains, s'est rallié aux royalistes. Pendant les Cent-Jours, il a même rejoint les insurgés vendéens que le général Travot est chargé de combattre. Dans ces conditions, le procès peut difficilement être équitable. Canuel le mène de manière particulièrement inique, allant jusqu'à accuser les avocats de Travot d'atteinte à la majesté royale. À l'issue du procès, le général Travot est condamné à mort le 20 mars 1816, peine commuée en vingt ans de détention qu'il effectue au fort de Ham. Profondément affecté par son emprisonnement, il perd la raison. Gracié, il meurt fou le 7 janvier 1836 dans la maison de santé du docteur Blanche (père) à Montmartre. Il est inhumé dans la douzième division du cimetière de Montmartre, où sa tombe est ornée d'un buste à son effigie, sculpté par Antoine Laurent Dantan. Une voie de desserte interne de ce cimetière est nommée avenue Travot.

## Distinctions
Jean-Pierre Travot est nommé :
- chevalier de la Légion d'honneur le 11 décembre 1803 puis
- commandeur par décret du 14 juin 1804[4].

Il devient baron de l'Empire le 3 février 1813 et il est fait pair de France pendant les Cent-Jours le 2 juin 1815.
Son nom est inscrit sur la 34e colonne de l'Arc de triomphe.

## Hommages
Le général Travot a laissé le souvenir d'un homme brave et intègre. Dans son testament, Napoléon le qualifie même de « vertueux ».
Plusieurs villes lui ont édifié une statue, La Roche-sur-Yon inaugurée le 26 août 1838, Cholet le 5 avril 1840, puis Poligny le 18 août 1867 : 
- celle de Bourbon (nom de La Roche-sur-Yon, à l'époque), œuvre du sculpteur Hippolyte Maindron, ne fut pas toujours appréciée par tous ses habitants. Même le professeur reste critique sur son œuvre : « La tête couverte d'un chapeau surmonté d'une touffe de plumes lui donne l'aspect d'un pot de fleurs ». En 1854, elle est remplacée sur la place principale par la statue équestre de Napoléon. Déplacée place des peupliers (place des halles)[7], elle est enlevée en 1942 dans le cadre de la politique de récupération des métaux non-ferreux[8].
- à Cholet, sa statue — commandée par la municipalité au sculpteur David d'Angers — est initialement érigée et inaugurée le 5 avril 1840[9] sur la place principale[10], baptisée place Travot. En 1859 elle est transférée à l'intérieur de l'hôtel de ville où elle est présente jusqu'en 1877. Elle transite ensuite dans un jardin public mais est renversée par un vent violent[9]. On la place dès lors dans le musée. La place a gardé le nom de Travot[11] ;
- à Poligny la statue, enlevée par l'occupant en 1942 pendant la seconde guerre mondiale, a été remplacée par une œuvre du sculpteur Jobin le 4 novembre 1990, à l'occasion du bicentenaire de la Révolution. En outre, une plaque commémorative a été placée sur sa maison natale, rue Travot, à Poligny.

### Au cinéma
Il a été interprété par : 
- Bruno Pradal dans Quand flambait le bocage, un téléfilm réalisé en 1978 par Claude-Jean Bonnardot ;
- Grégory Fitoussi dans Vaincre ou mourir, film réalisé par Paul Mignot et Vincent Mottez en 2023.